# Рязанов, Алексей Васильевич
Алексе́й Васи́льевич Ряза́нов (27 марта 1922 — 9 мая 2013) — советский военнослужащий, артиллерист, участник Великой Отечественной войны, генерал-майор.

## Биография
Алексей Васильевич Рязанов родился 27 марта 1922 года в селе Уварово. В 1941 году окончил 3-й курс Московского планово-экономического института, в 1942 — 1-е Московское артиллерийское училище.
В 1942 году — командир огневого взвода 29-го гвардейского миномётного полка (Волховский фронт); в 1942—1943 — командир батареи 310-го гвардейского минометного полка (Донской фронт); в 1944—1950 — командир дивизиона 310-го гвардейского миномётного полка (1-й и 2-й Прибалтийские фронты, Ленинградский, 2-й Дальневосточный фронт).
В 1953 году окончил Военную академию им. Фрунзе,
1953—1958 годы начальник штабов артиллерийской дивизии и корпуса, 
1958—1964 годы командующего артиллерией стрелковой дивизии,
1964—1968 годы первый командир 47-й гвардейской ракетной Запорожско-Одесской ордена Ленина Краснознамённой орденов Суворова и Кутузова бригады, 
1969—1972 годы начальник ракетных войск и артиллерии армии, начальник штаба ракетных войск и артиллерии. 
Генерал-майор, награждён девятью орденами и 30 медалями СССР. Почётный солдат 465-й ракетной бригады.

## Награды
- 2 ордена Красного Знамени
- орден Александра Невского
- орден Отечественной войны I степени
- 3 ордена Красной Звезды
- орден «За службу Родине в Вооруженных Силах СССР» 3-й степени
- медаль «За отвагу»
- медаль «За боевые заслуги»
- медаль «За оборону Сталинграда»
- другие медали